# Order Ikhamangi
Order Ikhamangi (ang. Order of Ikhamanga, afr. Orde van Ikhamanga) – cywilne odznaczenie Republiki Południowej Afryki, nadawane jej obywatelom za osiągnięcia w dziedzinie sztuki, kultury, literatury, muzyki, dziennikarstwa i sportu.
Słowo ikhamanga w języku xhosa oznacza kwiat strelicji królewskiej (Strelitzia reginae), rośliny występującej naturalnie w Republice Południowej Afryki, rosnącej dziko na terenach Prowincji Przylądkowej Wschodniej oraz KwaZulu-Natal.

## Historia i zasady nadawania
Order Ikhamangi został ustanowiony 30 listopada 2003 roku i jest „przyznawany obywatelom Republiki Południowej Afryki, którzy wyróżnili się w dziedzinie sztuki, kultury, literatury, muzyki, dziennikarstwa lub sportu”. 
Przed jego ustanowieniem za osiągnięcia w tych dziedzinach nadawano Order Baobabu (ang. Order of the Baobab, afr. Orde van die Baobab), którego zakres obecnie jest ograniczony do dziedzin biznesu i gospodarki; nauki, medycyny i innowacji technologicznych oraz pracy społecznej.
Nadającym order jest urzędujący prezydent RPA.
Order Ikhamangi znajduje się poniżej Orderu Luthuli (ang. Order of Luthuli, afr. Orde van Luthuli) w precedencji odznaczeń państwowych RPA.

## Stopnie orderu
Order Ikhamangi dzieli się na trzy klasy:
- Złotą (OIG) – za wyjątkowe osiągnięcia,
- Srebrną (OIS) – za doskonałe osiągnięcia,
- Brązową (OIB) – za wybitne osiągnięcia.

## Insygnia
Odznakę orderu stanowi łezka. 
Na awersie umieszczono na środku wizerunek jednej z głów z Lydenburga – starożytnych masek z terakoty znalezionych w pobliżu miasta Lydenburg. Poniżej maski umieszczono ilustrację afrykańskiego bębna – oba te wizerunki są otoczone owalną krzywą, powyżej – stylizowany wypukły grzebień złożony z naprzemiennie umiejscowionych sześciu trójkątów przedstawiających zuluskie pierzaste nakrycie głowy oraz pięciu trapezoidów przedstawiających promienie słońca. Elementy te są częsciowo otoczone łukami trzech koncentrycznych okręgów. Po bokach bębna umieszczono symetrycznie: wizerunki dwóch (emaliowanych na zielono, czerwono oraz niebiesko) kwiatów strelicji królewskiej, skierowanych od środka oraz dwóch łuków dróg znikających na horyzoncie, skierowanych do środka.
Na rewersie umieszczono godło RPA.
Symbolika

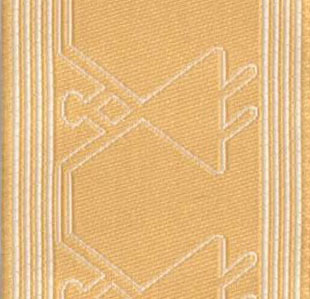
Wstążka Orderu Ikhamangi

Główny motyw orderu to kolorowe kwiaty strelicji królewskiej, które symbolizują piękno osiągnięć osób odznaczonych, wznoszących Afrykę Południową na wyżyny w różnych dziedzinach. 
Głowa z Lydenburga reprezentuje sztuki wizualne i kreatywne, sztuki wykonawcze i dramat; bęben afrykański – sztuki muzyczne i talent w komunikacji oraz świętowaniu kultury. 
Grzebień symbolizuje rodzinę królewską, artystów i osoby powszechnie szanowane; promienie słońca – moc, chwałę, iluminację i witalność. 
Brzeg owalu oraz łuki koncentrycznych okręgów symbolizują osiągnięcia w różnych dziedzinach sportu i kultury. 
Dwie drogi są symbolem wielości dróg prowadzących do Afryki stanowiącej kolebkę ludzkości oraz podkreślają nakład czasu oraz wielkość trudu stojących za osiągnięciem sukcesu i doskonałości.
Wstążka orderu jest barwy złotej z czterema kremowymi liniami przy jej brzegach i wzorem powtarzających się pośrodku konturów stylizowanych tańczących postaci barwy kremowej.
Wszystkie trzy klasy są noszone na szyi. 
Order Ikhamangi został zaprojektowany przez Garetha Smarta, projektanta graficznego z Pretorii.

## Odznaczeni
Od 2003 do 2024 roku przyznano 42 Złote, 160 Srebrnych oraz 29 Brązowych Orderów Ikhamangi.
Niepełne listy odznaczonych orderami poszczególnych klas:
- OIG – Natalie du Toit, Alan Paton, Benedict Wallet Vilakazi, Siya Kolisi, Miriam Makeba, Wayde van Niekerk, Joseph Shabalala, Solomon Linda,
- OIS – Hestrie Cloete, Basil D'Oliveira, Penelope Heyns, Sathima Bea Benjamin, Lucas Radebe, Ryk Neethling, Roland Schoeman, André Brink, William Kentridge, Percy Montgomery,Bryan Habana, Ladysmith Black Mambazo, Peter Henry Abrahams, Lewis Nkosi, Abdullah Ibrahim, Ernst van Dyk, Josia Thugwane, Chad le Clos, Kaizer Motaung, Pretty Yende, Cameron van der Burgh, Jomo Sono, John Smith, Matthew Brittain, James Thompson, Sizwe Ndlovu, Hashim Amla, John Smit, Elana Meyer, Neil Tovey, Yvonne Chaka Chaka, Saray Khumalo,
- OIB – Oscar Pistorius, Godfrey Khotso Mokoena, Caster Semenya, Mbulaeni Mulaudzi, Laurika Rauch.

## Odsyłacze zewnętrzne
- Zdjęcie OIG (Złotego Orderu Ikhamangi) na stronie Identify Medals
- Zdjęcie OIS (Srebrnego Orderu Ikhamangi) na stronie Independent Online (IOL)
- Zdjęcie OIB (Brązowego Orderu Ikhamangi) na stronie The Mountain Club of South Africa (MCSA)